# 服部川
服部川（はっとりがわ）は、大阪府八尾市の地名。現行行政地名は服部川一丁目から服部川九丁目と大字服部川。
現住所表記に変更される前は全域が大字服部川だった。かつては現在の東町の一部、東山本新町の一部も含まれていた。

## 歴史
令制国一覧 > 畿内 > 河内国 > 高安郡 > 服部川村
旧高安郡の千塚、山畑、大窪、服部川、郡川地区あたりには古墳時代後期の小規模の古墳が多数存在しており、これらの総称として「高安千塚」（たかやすせんづか）と言っていた。また、大阪と奈良を結ぶ旧い街道である立石街道とおうとう越がこの地で分岐している。『河内鑑名所記』には「服部川村 山上は立石越、ふもとハ千塚也、大石ニて塚穴を拵エ、何も南むきニ口ありて則千あり」とある。村の東方、高安山山頂付近に古代高安城、中世信貴山城出城があったとされ、『河内志』に「高安古城　在服部川村上方、俗呼志貴出城」とある。
正保郷帳の写しとされる河内国一国村高控帳石高は932石余。これには南隣の郡川地区の分も含まれている。分村後の石高は559石余。江戸時代以降、幾度か支配者が変わり、寛文9年に淀藩領となり幕末に至っている。明治以降の市町村制施行で中高安村の大字となる。昭和47年の現住所表記施行時に西側の一部が東町の一部、東山本新町の一部となる。

## 地理
服部川地域は、東西に細長く、西側の山麓では南北は500m弱で、東西は2.5kmほど。町域は高安山山頂周囲まで続く。
町内のいちばん西を大阪外環状線が通り、その東を東高野街道（国道170号）が南北に通る。立石街道が東西に通り、中高安小学校の前で立石街道とおうとう越が分岐する。山麓部では東西に近鉄信貴線が通り、地区の中心部に服部川駅がある。

## 世帯数と人口
2020年（令和2年）3月31日現在（八尾市発表）の世帯数と人口は以下の通りである。
| 大字・丁目   | 世帯数  | 人口    |
| ------------ | ------- | ------- |
| 服部川       | 51世帯  | 107人   |
| 服部川一丁目 | 7世帯   | 27人    |
| 服部川二丁目 | 30世帯  | 71人    |
| 服部川三丁目 | 73世帯  | 141人   |
| 服部川四丁目 | 127世帯 | 242人   |
| 服部川五丁目 | 76世帯  | 114人   |
| 服部川六丁目 | 168世帯 | 351人   |
| 服部川七丁目 | 96世帯  | 217人   |
| 服部川八丁目 | 79世帯  | 184人   |
| 服部川九丁目 | 75世帯  | 152人   |
| 計           | 782世帯 | 1,606人 |

### 人口の変遷
国勢調査による人口の推移。なお、大字服部川は他町丁と合算されている為、含まず。
| 1995年（平成7年）  | 2,285人 | [ 4 ] |  |
| 2000年（平成12年） | 2,143人 | [ 5 ] |  |
| 2005年（平成17年） | 2,065人 | [ 6 ] |  |
| 2010年（平成22年） | 1,891人 | [ 7 ] |  |
| 2015年（平成27年） | 1,631人 | [ 8 ] |  |

### 世帯数の変遷
国勢調査による世帯数の推移。大字服部川は他町丁と合算されている為、含まず。
| 1995年（平成7年）  | 696世帯 | [ 4 ] |  |
| 2000年（平成12年） | 664世帯 | [ 5 ] |  |
| 2005年（平成17年） | 614世帯 | [ 6 ] |  |
| 2010年（平成22年） | 630世帯 | [ 7 ] |  |
| 2015年（平成27年） | 557世帯 | [ 8 ] |  |

## 学区
市立小・中学校に通う場合、学区は以下の通りとなる（2020年5月時点）。
| 大字・丁目   | 番   | 小学校             | 中学校             |
| ------------ | ---- | ------------------ | ------------------ |
| 服部川       | 全域 | 八尾市立高安小学校 | 八尾市立高安中学校 |
| 服部川一丁目 | 全域 | 八尾市立高安小学校 | 八尾市立高安中学校 |
| 服部川二丁目 | 全域 | 八尾市立高安小学校 | 八尾市立高安中学校 |
| 服部川三丁目 | 全域 | 八尾市立高安小学校 | 八尾市立高安中学校 |
| 服部川四丁目 | 全域 | 八尾市立高安小学校 | 八尾市立高安中学校 |
| 服部川五丁目 | 全域 | 八尾市立高安小学校 | 八尾市立高安中学校 |
| 服部川六丁目 | 全域 | 八尾市立高安小学校 | 八尾市立高安中学校 |
| 服部川七丁目 | 全域 | 八尾市立高安小学校 | 八尾市立高安中学校 |
| 服部川八丁目 | 全域 | 八尾市立高安小学校 | 八尾市立高安中学校 |
| 服部川九丁目 | 全域 | 八尾市立高安小学校 | 八尾市立高安中学校 |

## 事業所
2016年（平成28年）現在の経済センサス調査による事業所数と従業員数は以下の通りである。
| 大字・丁目           | 事業所数  | 従業員数 |
| -------------------- | --------- | -------- |
| 服部川               | 11事業所  | 33人     |
| 服部川一丁目         | 9事業所   | 212人    |
| 服部川二丁目         | 5事業所   | 45人     |
| 服部川三丁目         | 18事業所  | 192人    |
| 服部川四丁目         | 7事業所   | 113人    |
| 服部川五丁目         | 10事業所  | 187人    |
| 服部川六丁目         | 18事業所  | 60人     |
| 服部川七丁目         | 20事業所  | 61人     |
| 服部川八丁目・九丁目 | 6事業所   | 19人     |
| 計                   | 104事業所 | 922人    |

## 主な施設等
（1丁目）
- 八尾リハビリテーション病院

（4丁目）
- 近鉄服部川駅

（6丁目）
- 中高安小学校
- 服部川八幡宮

（8丁目）
- 服部川公民館
- 光明寺

（9丁目）
- 護法山神宮寺

（大字服部川）
- 神光寺
- 安国寺
- 高安山山頂
- 大阪管区気象台 高安山気象レーダー観測所

## 交通

### 鉄道
- 近畿日本鉄道
  - 信貴線 服部川駅

## ギャラリー

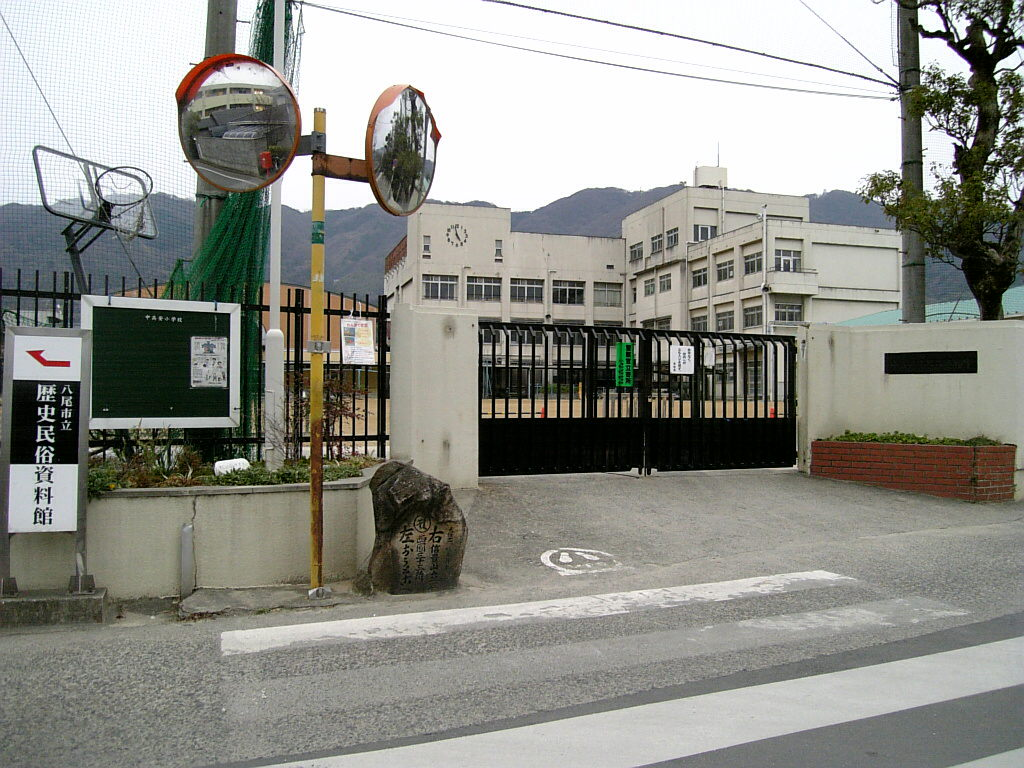
中高安小学校の校門前にある「立石街道」と「おうとう越」分岐点の道標。
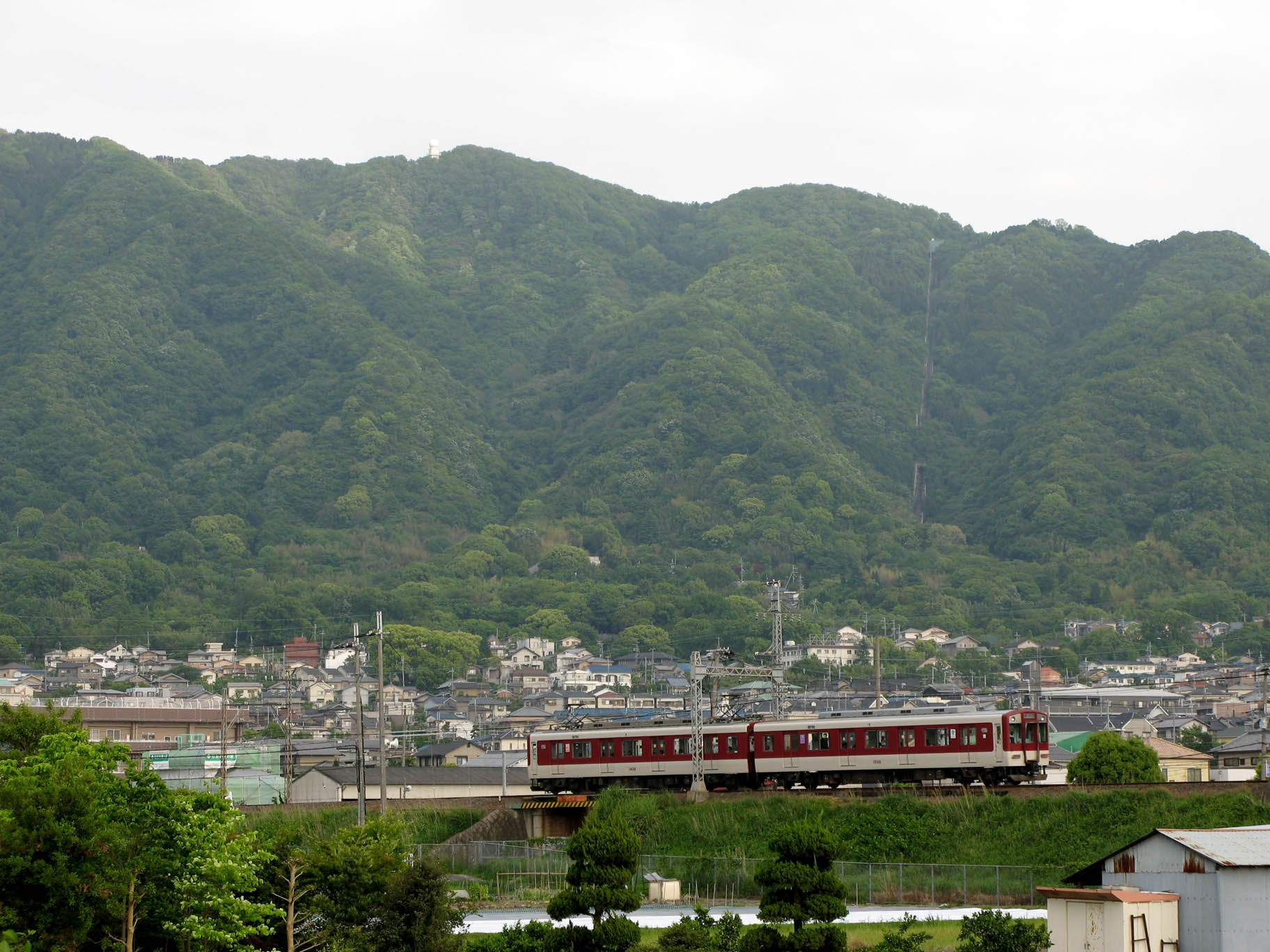
服部川5丁目付近を走る近鉄電車 （近鉄信貴線、河内山本-服部川間） 背後は高安山

## その他

### 日本郵便
- 郵便番号 : 581-0865[2]（集配局：八尾郵便局[11]）。